# قفصة
قفصة، هي كبرى مدن الجنوب الغربي التونسي وفيها يقع مقر ولاية قفصة، يبلغ عدد سكان بلدية المدينة حوالي 120,986 نسمة في 2024. شهدت المدينة سنتي 1942 و1943 أثناء الحرب العالمية الثانية عدة عمليات قصف تسببت في إحداث دمار جزء من القصبة. في يناير 1980 شهدت المدينة حركة مسلحة قام بها كوموندوس مناوئ لحكم الرئيس الحبيب بورقيبة. يرتكز النشاط الاقتصادي في قفصة أساسا على استخراج الفوسفات الذي تم اكتشافه لأول مرة في جبال الثالجة في مدينة المتلوي في بداية الاستعمار الفرنسي. تبث من المدينة إذاعة صوت المناجم التي تغطي ولاية قفصة وإذاعة قفصة التي تغطي كامل الجنوب الغربي، ويوجد في المدينة مطار قفصة قصر الدولي. والمدينة مقر لنادي القوافل الرياضية بقفصة التي تنشط في الرابطة التونسية المحترفة لكرة القدم. كما يوجد قطب جامعي والمتمثل في جامعة قفصة التي تضم عشرة مؤسسات جامعية في عديد الاختصاصات الادبية والعلمية والعلوم الإنسانية ومن أشهر رموزها جبل عرباطة ومحمية عرباطة.

## التاريخ

### ماقبل التاريخ والتاريخ القديم
تسمية قفصة هي اشتقاق عربي للتسمية اللاتينية CAPSA، ابتكر منها الباحث «دي.مورغان» كلمة (CAPSIEN) اسما للحضارة التي تعود للعصور الحجرية القديمة. وتمثل جهة قفصة أهم مراكزها. ومثال ذلك «الرمادية» (الكدية السوداء بحي الدوالي) التي يحتضنها جبل العسالة بالقرب من واد بيّاش. وهي عبارة عن ربوة من الرماد والحجارة المتفحّمة وقواقع الحلزون والصوان المكشوط، تقوم شهادة على نمط عيش إنسان الحضارة القفصية وعراقة استقراره بهذه الربوع منذ آلاف السنين. انتشرت الحضارة القفصية انتشارا واسعا وأثرت في عدة حضارات أخرى. ويقول المؤرخ «ريغاس» أن أصل مدينة فرنسا بل أوروبا في طور من أطوار «الباليوتية» وهو الطور «الأورنياكي» نشأ عن قدوم موجات من رجال المدينة القفصية وذلك لأن الآثار الموجودة بقفصة سبقت في التاريخ نفس تلك الآثار الموجودة بأوروبا والتي هي من نوع ما وقع العثور عليه بمدينة «أورياك» بفرنسا ولذلك لقبوا ذلك الطور «بالطور الأورنياكي» عندهم وهو ما يقابل الطور القفصي عندنا.كما يكشف موقع المقطع (شمال مدينة قفصة) عن رهافة حسه الفني وإجادته فنّ النحت. تأسيس مدينة قفصة، قديم وغير معهود تنسبه الأسطورة التي اوردها اللاتيني «سالوست» إلى الإله «أليي» أو الفينيقي «هرقل». والمصادر العربية الوسيطة تنسبه إلى «شنتيان غلام النمرود ملك الكلدانيين الاسطوري.» والواقع ان ظروفا موضوعية ساعدت في نشأتها خصوصا مميزات موقعها الجغرافي: فهي توجد عند ملتقى عدد من المسالك الطبيعية المؤدية إلى كل من واحات الشطوط وقابس ومقاطعة البيزاسين ومكثر وتبسة (تيفست) ووجود عدد هام من عيون الماء الطبيعيّة التي مثلت شريانا حيويا للاستقرار.
وبالتالي تمتاز قفصة بعراقة تاريخها الذي تعاقبت ضمنه عدة حضارات. تعتبر مجال استقرار بشري حيث يعتبر معلم «القطار» أقدم المعالم الدينية المكتشفة يجسد بناء بسيطا أقامه الإنسان منذ ما يقرب عن 40 ألف سنة ق م على ضفاف سبخة لغايات عقائدية للمحافظة على منبع الماء ويتمثل البناء في كومة مخروطية الشكل تتركب عناصرها من حجارة وعظام حيوانات وأدوات من الصوان يعود إلى العصر الموستيري وكذلك الآثار المتنوعة خاصة بمنطقة الجفارة قرب مدينة الرديف ويحتوي متحف قفصة على نماذج من أشكال الصوان المتنوعة التي كان يعتمدها إنسان ماقبل التاريخ في أنشطته. كما كانت إحدى أهم مدن ولاية أفريقيا البروقنصلية في العهد الروماني حيث كانت تعرف بتسمية كابصا كما اندمجت بعد الفتح الإسلامي في الحضارة العربية الإسلامية.

### الفترة الرومانية

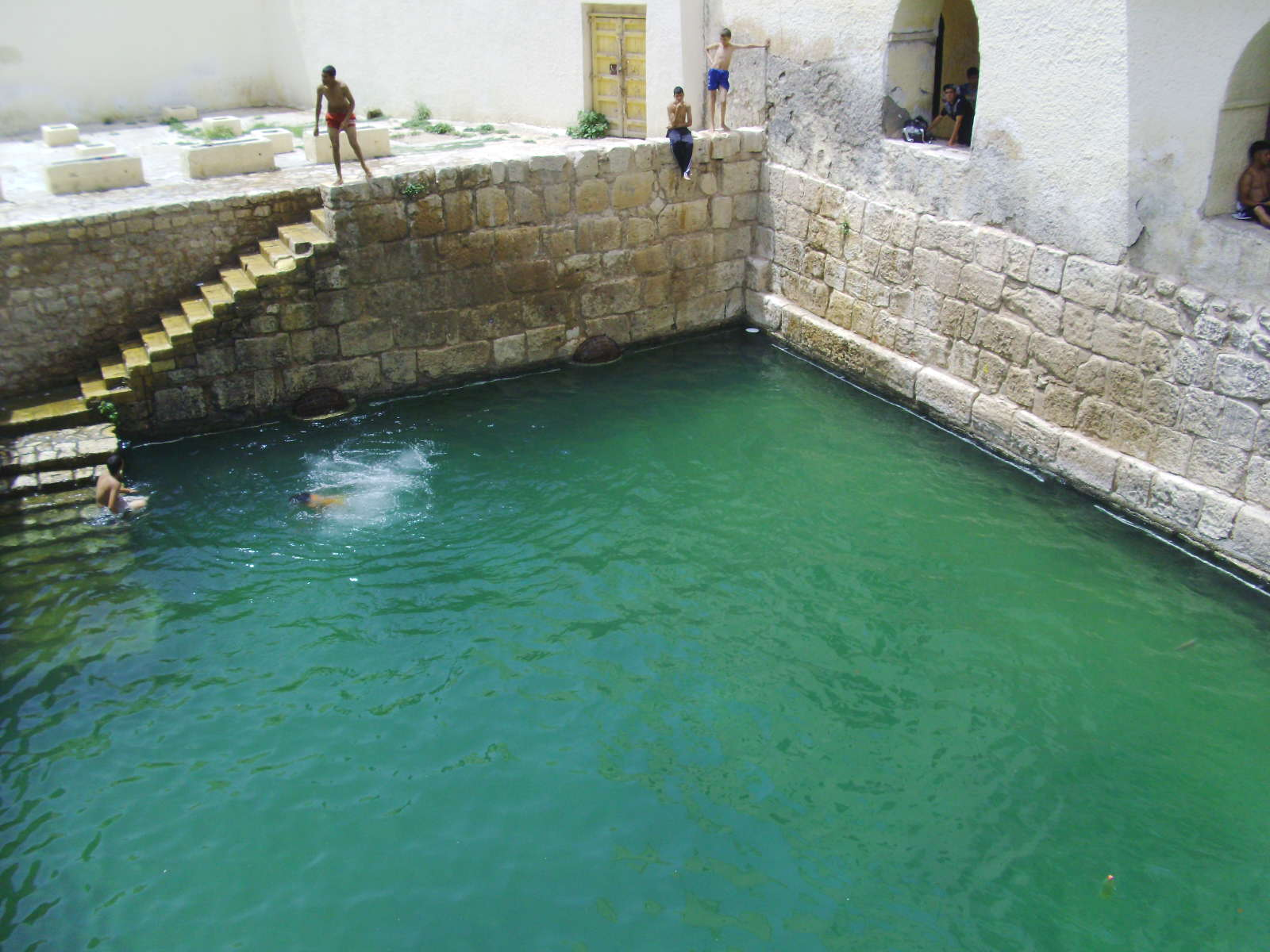
المسبح الروماني بقفصة

توالت على المدنية عدة حضارات (القرطاجنية والبونيقية)وظهرت الحضارة الرومانية سنة 117 ق.م حيث تمتعت بنظام بلدي مرن توج بالحصول على قانون المدينة اللاتينية في عهد الأمبراطور «طراجانوس» 89-117 م. وأثناء الغزو الوندالي كانت قفصة عاصمة جنوب البيزاسانا حتى تولى القائد «حنسريق» تقسيمها سنة 442 إلى جزئين ثم أصبحت بعد وفاة هذا القائد مملكة بربرية حتى وصول البيزنطيين إليها سنة 534 م.
احتل الرومان قبصا في القرن الثاني قبل الميلاد وقد نمت المدينة لتتحول إلى ولاية وخلال هذه الفترة أصبحت أثناء حكم الإمبراطور «تراجانوس» (98 ـ 117 م) مدينة ذات نظام بلدي يسهر على إدارتها قضاة على الطريقة القرطاجنية.
تم تشييد المسابح الرومانية وقت الهيمنة الرومانية حوالي قرن قبل الميلاد، تتشكّل المسابح من ثلاثة أحواض اثنان منهما غير مكشوفتان ويبلغ عمقهم حوالي خمسة أمتار واستعملت قوالب أحجار كبيرة ومنحوتة لبناء المسابح. أمّا تزويد الماء فكان يتمّ عن طريق المياه الجوفيّة للمنطقة إلى أن جفّت هذه الأخيرة نتيجة للإستغلال الصّناعي المكثّف انطلاقا من النّصف الثّاني للقرن العشرين. تعرف المسابح أيضا بنقائش مكرسّة لنبتون إله الماء الروماني وللحوريّات اللإغريقيّة.

### الفترة البيزنطية
جعل منها البيزنطيون بداية من 534 م عاصمة إقليم البيزاسانا (الوسط التونسي) وعرفت ازدهارا حضاريا في تلك الفترة بقيت آثاره إلى اليوم (السور- البرج وعدة لوحات فسيفسائية).

### الفترة العربية الإسلامية

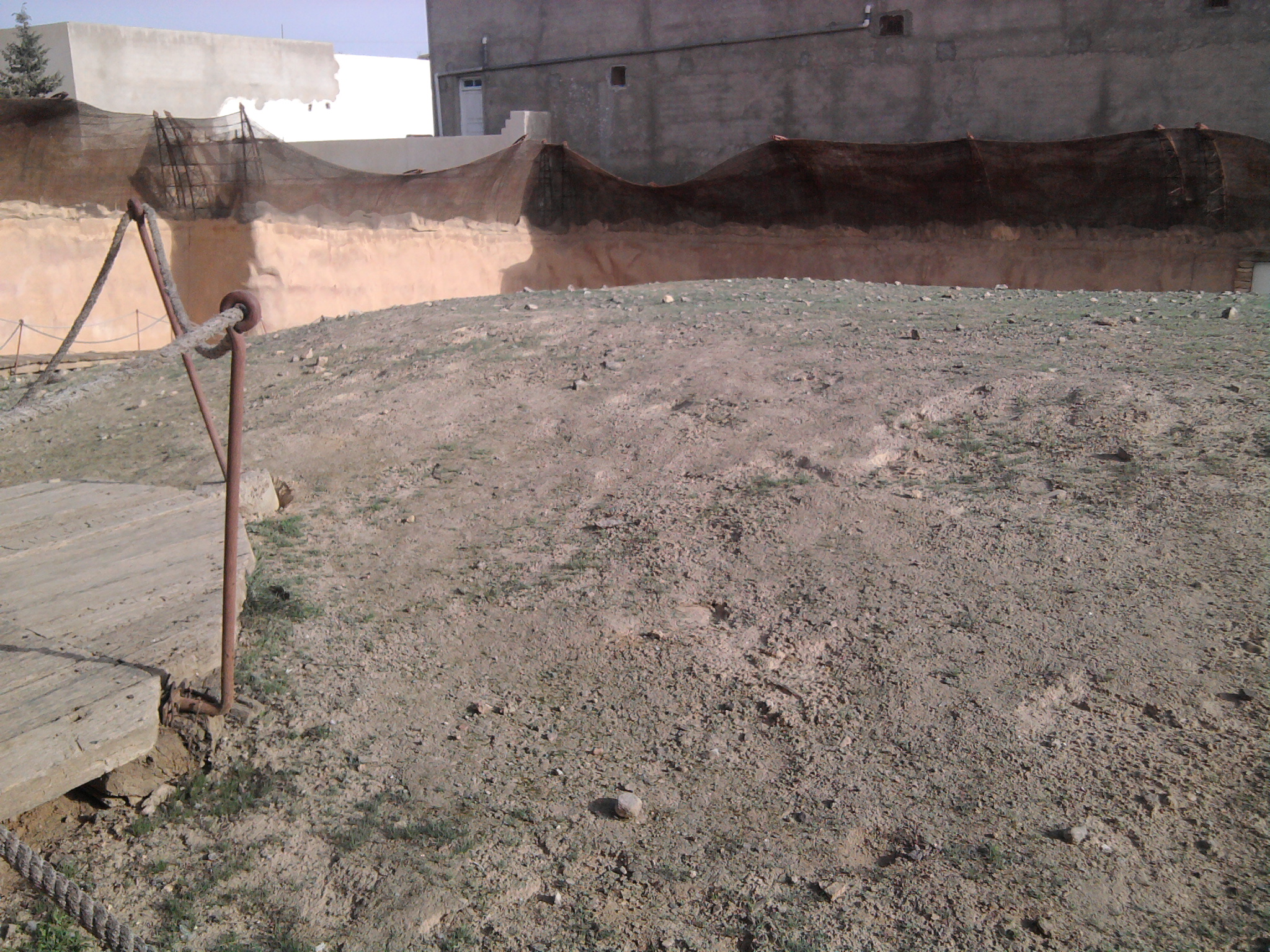
رماديّة بمدينة قفصة

أما الفتح الإسلامي فقد تم نهائيا سنة 79 هـ الموافق لـ 698 م على يد القائد العربي حسان بن النعمان وقد كانت قفصة عاصمة لإقليم شاسع يعتبر ثالث إقليم في إفريقية وبدخول الهلاليين المنقطة وفقدان الحكم المركزي للدولة الزيرية السيطرة على البلاد التي آلت إلى دويلات كانت قفصة عاصمة لإحداها وهي دولة بني الرند التي عمرت قرنا كاملا (445 - 545 هـ) وانتهت بقيام الدولة الموحدية بالمغرب. وهزمت قفصة سنة 583 هـ على يد المنصور الموحدي نتيجة عصيانها لدولة الموحدين.
وقد حافظت المدينة على أهميتها خلال العصر الوسيط ضمن شبكة الطرقات الرابطة بين المشرق والمغرب وبلاد السودان عبر عنها الادريسي بقوله: «مدينة قفصة مركز، والبلاد بها دائرة».
وفي العهد الأغلبي شيّد بمدينة قفصة خلال القرن التاسع ميلادي الجامع الكبير الذي عرف بجامع صاحب الوقف والذي ما زال شامخا بصحنه المحاط بأروقة من الجهات الأربعة وقاعة صلاة تقوم على أعمدة وتيجان قديمة. كما ذكرت بعض المصادر ان مدينة قفصة كانت محاطة بأكثر مائة قصر تعرف بقصور قفصة، وتوفر شتى أنواع الفواكه وخاصة الفستق الذي يصدّر إلى سائر مدن أفريقية ومصر والأندلس وسلجماسة.

### قفصة في الفترة الحديثة
في 1551 م حوصرت من قبل خير الدين بربروس وقاومت إلى أن أخضعت سنة 1556 بعد مقاومة شديدة.وقد حافظت على بعض مجدها إذ ظلت المركز الذي يقيم فيه الوالي التركي وفرقة من الجيش العثماني، أوأيضا في العهد العثماني قد سعت الدولة بالأساس إلى جمع الجباية فأسكنت عديد العائلات التركية بقفصة كما تولى قيادتها خلال العهد الحسيني قادة من أعيانها. خلال الصراع العالمي في الحرب العالمية الثانية 1942 – 1943 واجهت المدينة عدة هجمات ألمانية نازية وقد مر جزء من القصبة التابعة لها اليوم، نمت المدينة بع اكتشاف واستغلال الفسفاط في ربوعها بعد 1886 كما تخصصت في في الصناعات التقليدية خاصة صناعة الزربية والاثاث التقليدي وهي تقترب من الشمال في طبيعتها الصناعية وإلى الجنوب بواحاتها.

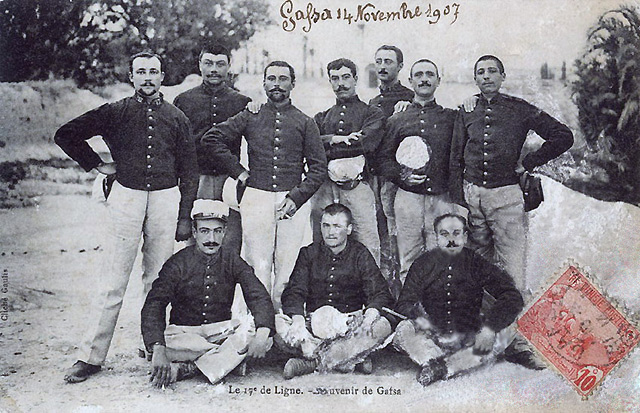
الفوج الـ17 لمشاة الجيش الفرنسي بقفصة

خلال الحقبة الاستعمارية التي امتدت من 1881 إلى 1956 خضعت المنطقة إلى الحكم العسكري المباشر وقد جسدت من خلالها نموذجا للنضال الوطني المتنوع في أشكاله بما فيها المسلحة حيث اندلعت شرارة المقاومة من جبالها الممتدة كما عاضدت المقاومة الجزائرية. مثلت خلال تلك الفترة مجلا إستراتيجيا هاما باعتبارها إحدى أهم البوابات التي تفتح على التراب الجزائري كما كانت أيضا مجالا اقتصاديا جاذبا لما تحتويه من ثروات فسفاطية هامة خاصة بعد اكتشاف الفسفاط من قبل فيليب توماس منذ 1885 والشروع في استغلاله تدريجيا مع فتح العديد من المناجم المتتابعة: المتلوي - الرديف - أم العرائس... مما جعل المنطقة أهم المناطق المصدرة لهذه المادة الحيوية نحو كافة أنحاء العالم.
يمكن القول أنّ أغلب الدور القفصية الفخمة التي تؤثث أحياء المدينة اليوم تعود إلى تلك الفترة مثل دار لونقو ودار السماوي ودار الشريف، وقد جمعت هذه الدور بين خصوصيات الطابع المعماري المحلي وتأثيرات عمائر تونس وصفاقس في ذلك العصر. كما أنّ المساجد والزوايا ومقامات الصلحاء ذات القباب الجميلة المنتشرة في كل أرجاء المدينة تعود إلى نفس الفترة.

### قفصة الحاضر
تشهد توسعا عمرانيا خاصة باتجاه الغرب والشرق، كما يتركز بها مركب جامعي في نمو إضافة إلى مطارها مع تجديد تدريجي لبنية الطرقات منها الطريق المباشرة التي تفصل الرديف بقفصة عبر أم العرائس إضافة إلى إنشاء مغاسل الفسفاط للتخفيف من التلوث.

## الجغرافيا
قفصة هي ولاية في الجنوب الغربي تقع أسفل السباسب والصحراء بين خطي 34° 25' 30 شمالا و 8° 47' 3 شرقًا تحاط بـ5 ولايات، بينما يتراوح معدل ارتفاعها 297 م

### المناخ
| البيانات المناخية لـقفصة (1991-2020، درجات الحرارة القصوى 1950-2022)     | البيانات المناخية لـقفصة (1991-2020، درجات الحرارة القصوى 1950-2022) | البيانات المناخية لـقفصة (1991-2020، درجات الحرارة القصوى 1950-2022) | البيانات المناخية لـقفصة (1991-2020، درجات الحرارة القصوى 1950-2022) | البيانات المناخية لـقفصة (1991-2020، درجات الحرارة القصوى 1950-2022) | البيانات المناخية لـقفصة (1991-2020، درجات الحرارة القصوى 1950-2022) | البيانات المناخية لـقفصة (1991-2020، درجات الحرارة القصوى 1950-2022) | البيانات المناخية لـقفصة (1991-2020، درجات الحرارة القصوى 1950-2022) | البيانات المناخية لـقفصة (1991-2020، درجات الحرارة القصوى 1950-2022) | البيانات المناخية لـقفصة (1991-2020، درجات الحرارة القصوى 1950-2022) | البيانات المناخية لـقفصة (1991-2020، درجات الحرارة القصوى 1950-2022) | البيانات المناخية لـقفصة (1991-2020، درجات الحرارة القصوى 1950-2022) | البيانات المناخية لـقفصة (1991-2020، درجات الحرارة القصوى 1950-2022) | البيانات المناخية لـقفصة (1991-2020، درجات الحرارة القصوى 1950-2022) |
| الشهر                                                                    | يناير                                                                | فبراير                                                               | مارس                                                                 | أبريل                                                                | مايو                                                                 | يونيو                                                                | يوليو                                                                | أغسطس                                                                | سبتمبر                                                               | أكتوبر                                                               | نوفمبر                                                               | ديسمبر                                                               | المعدل السنوي                                                        |
| ------------------------------------------------------------------------ | -------------------------------------------------------------------- | -------------------------------------------------------------------- | -------------------------------------------------------------------- | -------------------------------------------------------------------- | -------------------------------------------------------------------- | -------------------------------------------------------------------- | -------------------------------------------------------------------- | -------------------------------------------------------------------- | -------------------------------------------------------------------- | -------------------------------------------------------------------- | -------------------------------------------------------------------- | -------------------------------------------------------------------- | -------------------------------------------------------------------- |
| الدرجة القصوى °م (°ف)                                                    | 26.8 (80.2)                                                          | 32.0 (89.6)                                                          | 36.9 (98.4)                                                          | 38.0 (100.4)                                                         | 42.8 (109.0)                                                         | 46.1 (115.0)                                                         | 46.5 (115.7)                                                         | 45.7 (114.3)                                                         | 43.5 (110.3)                                                         | 39.5 (103.1)                                                         | 35.5 (95.9)                                                          | 29.0 (84.2)                                                          | 46.5 (115.7)                                                         |
| متوسط درجة الحرارة الكبرى °م (°ف)                                        | 15.8 (60.4)                                                          | 17.5 (63.5)                                                          | 21.3 (70.3)                                                          | 25.4 (77.7)                                                          | 30.3 (86.5)                                                          | 35.3 (95.5)                                                          | 38.4 (101.1)                                                         | 37.9 (100.2)                                                         | 32.9 (91.2)                                                          | 27.8 (82.0)                                                          | 21.2 (70.2)                                                          | 16.6 (61.9)                                                          | 26.7 (80.1)                                                          |
| المتوسط اليومي °م (°ف)                                                   | 10.0 (50.0)                                                          | 11.4 (52.5)                                                          | 14.9 (58.8)                                                          | 18.6 (65.5)                                                          | 23.2 (73.8)                                                          | 27.8 (82.0)                                                          | 30.7 (87.3)                                                          | 30.6 (87.1)                                                          | 26.7 (80.1)                                                          | 21.7 (71.1)                                                          | 15.4 (59.7)                                                          | 11.0 (51.8)                                                          | 20.2 (68.4)                                                          |
| متوسط درجة الحرارة الصغرى °م (°ف)                                        | 4.1 (39.4)                                                           | 5.3 (41.5)                                                           | 8.4 (47.1)                                                           | 11.8 (53.2)                                                          | 16.1 (61.0)                                                          | 20.2 (68.4)                                                          | 23.0 (73.4)                                                          | 23.3 (73.9)                                                          | 20.4 (68.7)                                                          | 15.6 (60.1)                                                          | 9.5 (49.1)                                                           | 5.5 (41.9)                                                           | 13.6 (56.5)                                                          |
| أدنى درجة حرارة °م (°ف)                                                  | −5.5 (22.1)                                                          | −4.3 (24.3)                                                          | −2.1 (28.2)                                                          | 1.8 (35.2)                                                           | 6.0 (42.8)                                                           | 9.1 (48.4)                                                           | 13.8 (56.8)                                                          | 15.1 (59.2)                                                          | 10.3 (50.5)                                                          | 2.6 (36.7)                                                           | −1.2 (29.8)                                                          | −4.9 (23.2)                                                          | −5.5 (22.1)                                                          |
| الهطول مم (إنش)                                                          | 15.1 (0.59)                                                          | 10.6 (0.42)                                                          | 15.7 (0.62)                                                          | 16.4 (0.65)                                                          | 13.4 (0.53)                                                          | 3.4 (0.13)                                                           | 3.4 (0.13)                                                           | 5.9 (0.23)                                                           | 20.2 (0.80)                                                          | 18.0 (0.71)                                                          | 18.2 (0.72)                                                          | 13.7 (0.54)                                                          | 154.1 (6.07)                                                         |
| متوسط أيام هطول الأمطار (≥ 1.0 mm)                                       | 2.2                                                                  | 2.1                                                                  | 2.4                                                                  | 2.3                                                                  | 2.1                                                                  | 0.7                                                                  | 0.5                                                                  | 0.8                                                                  | 2.5                                                                  | 2.5                                                                  | 2.0                                                                  | 2.4                                                                  | 22.5                                                                 |
| متوسط الرطوبة النسبية (%)                                                | 65                                                                   | 61                                                                   | 58                                                                   | 55                                                                   | 52                                                                   | 47                                                                   | 43                                                                   | 48                                                                   | 55                                                                   | 61                                                                   | 65                                                                   | 68                                                                   | 56                                                                   |
| ساعات سطوع الشمس الشهرية                                                 | 204.6                                                                | 212.8                                                                | 244.9                                                                | 267.0                                                                | 306.9                                                                | 324.0                                                                | 356.5                                                                | 337.9                                                                | 282.0                                                                | 254.2                                                                | 222.0                                                                | 207.7                                                                | 3٬220٫5                                                              |
| ساعات سطوع الشمس اليومية                                                 | 6.6                                                                  | 7.6                                                                  | 7.9                                                                  | 8.9                                                                  | 9.9                                                                  | 10.8                                                                 | 11.5                                                                 | 10.9                                                                 | 9.4                                                                  | 8.2                                                                  | 7.4                                                                  | 6.7                                                                  | 8.8                                                                  |
| المصدر #1: Institut National de la Météorologie (humidity/sun 1961–1990) |                                                                      |                                                                      |                                                                      |                                                                      |                                                                      |                                                                      |                                                                      |                                                                      |                                                                      |                                                                      |                                                                      |                                                                      |                                                                      |
| المصدر #2: NOAA(humidity and sun 1961–1990)<ref>                         |                                                                      |                                                                      |                                                                      |                                                                      |                                                                      |                                                                      |                                                                      |                                                                      |                                                                      |                                                                      |                                                                      |                                                                      |                                                                      |

## الاقتصاد
تطورت مدينة قفصة بفضل استغلال مناجم الفوسفاط الذي اكتشف سنة 1886 والتي تعتبر من أهم المناجم في العالم ويتم سنويا استخراج أكثر من 7.5 مليون طن من الفوسفاط من هذه المناجم، مما يجعل من تونس رابع منتج للفسفاط في العالم، كما تمكنت تونس بفضل عائدات الفوسفاط من تشييد مركب رياضي بتونس العاصمة احتضن فعاليات الألعاب المتوسطية لسنة 1967. كانت قفصة تملك شبكة خاصة من خطوط سكك الحديد إلى حدود الثمانينات.
تخصصت قفصة في الصناعات الحرفية التقليدية للسجاد البربري أو المرقوم منذ القديم وقد قام الفنان المعروف حميدة وحادة سنة 1958 ببعث صناعة للسجاد معتمدا على خصائص النقوش البربرية. ويعتبر وحادة أول من من بعث صناعة للنسيج في تونس.
تعاني مدينة قفصة من تأخر على مستوى البنية التحتية حيث أنه لم يتم بعث سوى أربع مؤسسات بقفصة بين سنة 1957 وسنة 1987 وهي مؤسسات صغيرة وخاصة تمتلكها عائلات من قفصة وتربط بين المدينة وبين مناجم المظيلة، الرديف، صهيب وأم العرائس.وللمحافظة على ممتلكاتهم وفي محاولة للهروب من تأثير سياسة التأميم قامت هذه العائلات بجمع هذه المؤسسات في مؤسسة تعاونية واحدة للنقل أصبحت تعرف فيما بعد بشركة قوافل قفصة حيث أن الإدارة السليمة لهذه الشركة مكنتهم من تحقيق الأرباح.
العديد من أصيلي مدينة قفصة ذوي الكفاءات العالية من مهندسين ودكاترة وعلماء يعيشون بالخارج ويعودون دوريا بإضافات فكرية ومادية.
عالم المخاطر الأرضية زهير مرابط، المسرحي عبد القادر مقداد، الأزهر شرايطي قائد جيش التحرير التونسي ابان الثورة المسلحة ضد المستعمر الفرنسي. سليم دولة فيلسوف الصحراء، أحمد التليلي من رواد الكفاح والنضال ضد فرنسا، الفنانة نبيه كرواولي، ابن منظور صاحب كتاب لسان العرب، فتحي رحال المنتج والمخرج والاعلامي التونسي مؤسس اذاعة استجواب، البطل الأولمبي محمد القمودي...

## السياحة
من المعالم السياحية الخاصة بمدينة قفصة:
| البرج             | تم تأسيسه سنة 1434 من قبل ابي عبد الله محمد الحفصي على جدران عتيقة لمعلم بيزنطي. وقد تم ترميمه وإصلاحه سنة 1663 وكذلك القرن التاسع عشر ولكن سنة 1943 تعرضت بعض أجزائه للإتلاف وذلك أثناء الحرب العالمية الثانية فلم يتم ترميمه بل وقع إلغاء الجزء التالف وتعويضه بمحكمة ومركز لصندوق التضامن الاجتماعي والتضامن ويتم استغلاله في الوقت الحاضر كمسرح للهواء الطلق ويحتضن كل صائفة المهرجان الوطني للبرج |                                      |
| الاحواض الرومانية | وهي عبارة عن حوضين أحدهما أكبر من الثاني تحيط بهما جدران عالية مبنية بحجارة كبيرة الحجم تحوي بعضها كتابة رومانية. يعود تاريخ تشييدها إلى العصر الروماني (بداية القرن الثاني) تعرضة لعملية قصف اثر المعارك الدائرة بين الجيش الفرنسي والألماني سنة 1943 كانت في السابق يتم تمويلها بمنابع طبيعية وتستعمل مياهها لري الواحة اثر اضمحلال هذه المنابع تم تعويضها بخط للمياه الصالحة للشرب. |                                      |
| الرمادية          | ويطلق عليها أيضِا اسم «كدية السودة» وهي عبارة عن هضبة مغطاة باحجار مشعة تمثل بقايا لأغلفة الحلزون إلى جانب احجار كبيرة الحجم من نوع سيلاكس وتشكل اطار عيش الإنسان الكبصي قبل 8000 عام. |                                      |
| المتحف الاثري     | ويحتوي على جزءين: جزء «ما قبل التاريخ» ويتضمن ادوات وأسلحة من صنع الإنسان الكبصي قبل 8000 عام وجزء «روماني» ويحتوي خاصة على لوحات فسيفسائية تم العثور عليها بمنطقة الطلح (معتمدية بلخير) | Insaide Gafsa Archaeological Museum  |
| جبل ميدة          | ويقع بالمنطقة الغربية لوسط المدينة على يسار الطريق المتجه إلى مدينة توزر. وهو عبارة عن هضبة يمكن من خلالها مشاهدة المنظر الرائع للواحة والمدينة |                                      |
| الواحات           | وفيها كانت تتركز الكثافة السكانية الحضرية منذ عصور ما قبل التاريخ وتتكون من واحات قفصة التي تمسح 1400 هكتار وواحات «القصر» وتمسح 600 هكتار وواحة «لالة» وتمسح 700 هكتار. وهي عبارة عن حدائق مغروسة بالاشجار المثمرة (المشمش، الرمان) واشجار النخيل إلى جانب زراعة الخضراوات (فول، بصل، ثوم). ونظراً لحرارة الطقس في فصل الصيف ولقلة الموارد المائية فإن النخيل لم يشكل موردا أساسيا يمكن الاعتماد عليه باستثناء واحة منطقة القطار (450 هكتارا) والتي تعود إلى القرن السابع عشر وتشكل المساحة المستغلة في غراسة الزياتين امتدادا للواحة وتستعمل أيضا لزراعة الحبوب والبقول الجافة التي تمثل ثروة أساسية بالمنطقة | Louis Ferdinand Antoni - Rue à Gafsa |
| حديقة عرباطة      | تمسح 260 هكتارًا وتتكون من جزءين: - جزء أول توجد به حديقة للحيوانات تحتوي على العديد من أنواع الطيور والحيوانات الصحراوية. - جزء ثان يشكل احتياطيا مساحته 220 هكتارا 90 هكتارا تمتد فيها اشجار الكلتوس إلى جانب محمية تعيش فيها الغزلان والنعام | Oasis El Guettar                     |
| دار لونقو         | وهي التي تعتبر من المباني العتيقة لإحدى العائلات القفصية العريقة تم تأسيسها في بداية القرن التاسع عشر ميلادي. كما تم ترميمها مؤخرا وتشكل انموذجا للمعمار التقليدي لمدينة قفصة | Hippolyte Gourse - Rue de Gafsa 01   |

## الثقافة
تعدّ الفنون والفعل الثقافي بقفصة من أسس التاريخ الثقافي بتونس، حيث أنجبت رجالات في المسرح مثل كمال بوعزيزي والسينما والنحت والرّسم مثل نعيمة فجراوي والشعر مثل أيوب بن علي.

## التوأمة
- إسبانيا، بالما دي مايوركا
- إيطاليا، نابولي

## معرض الصور

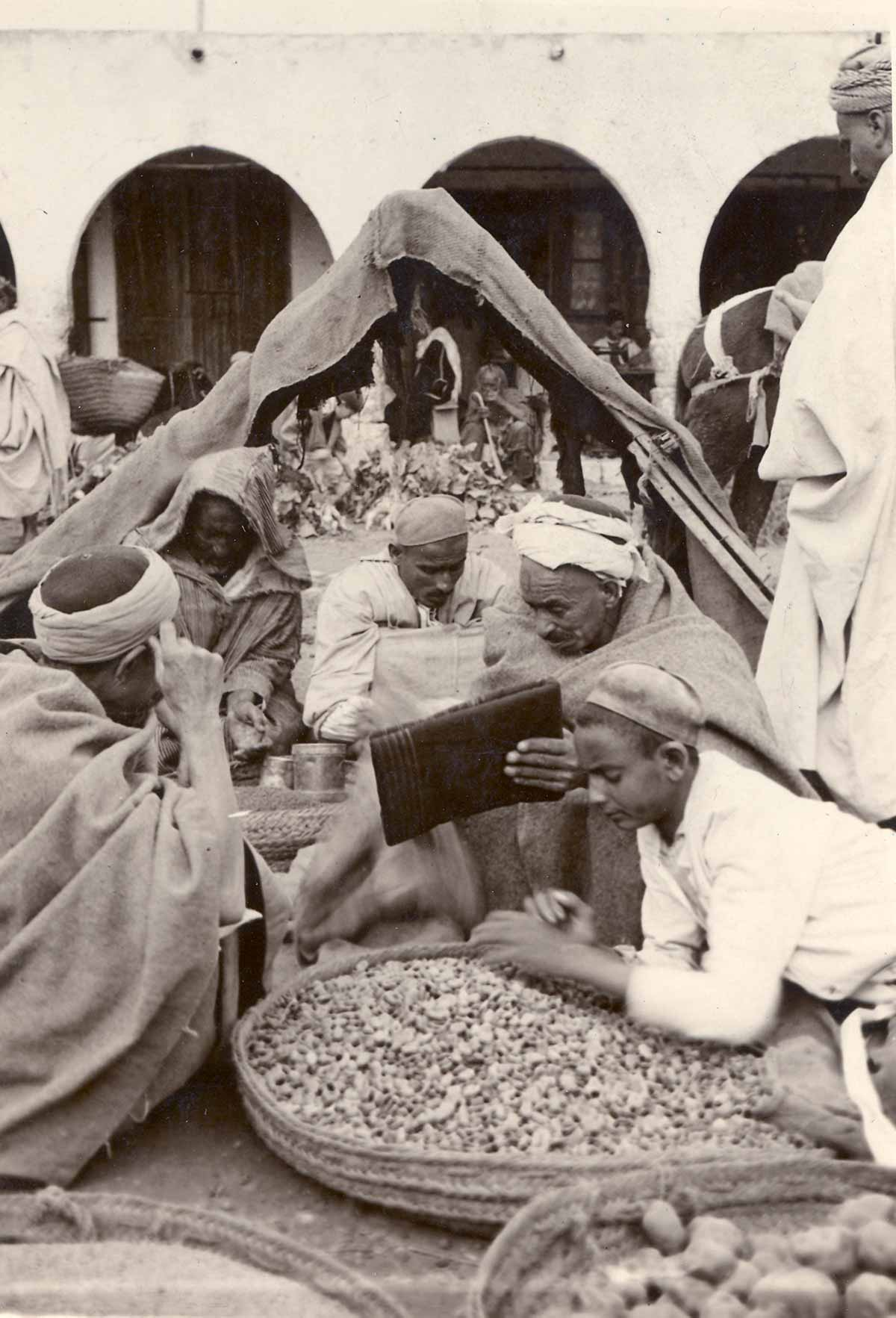
سوق قفصة عام 1930 م
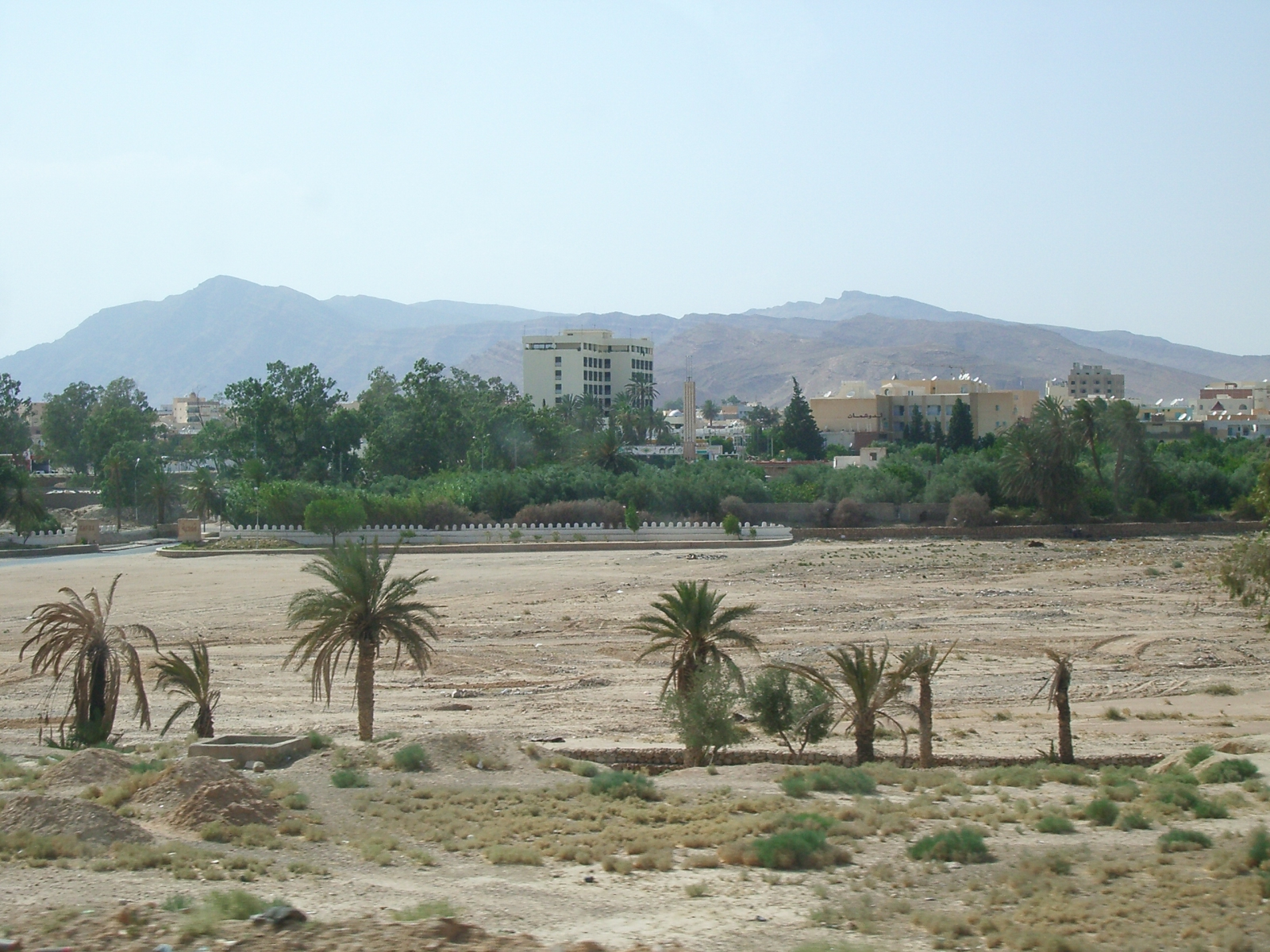
وادي بياش قرب مدخل مدينة قفصة
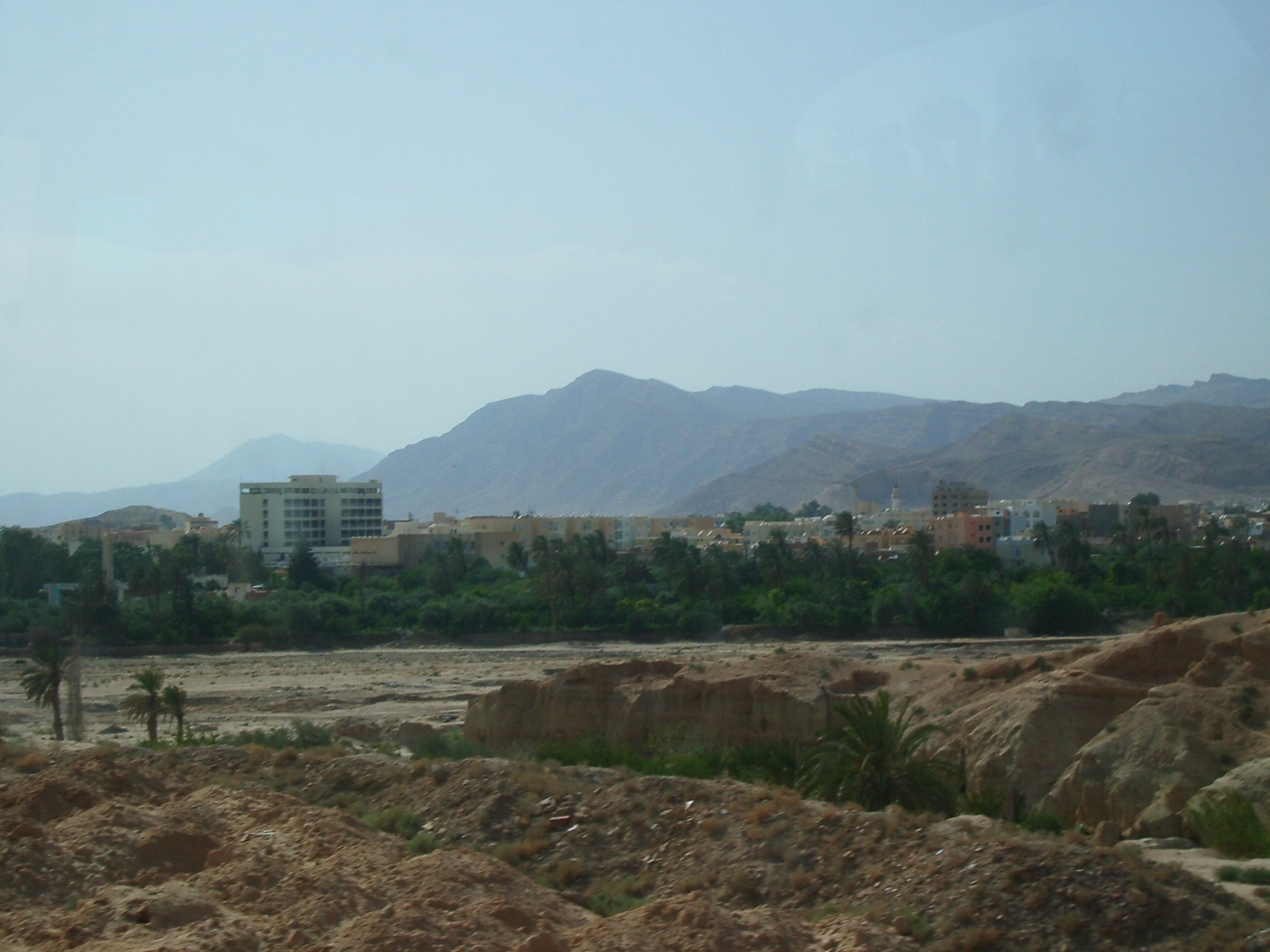
رأس الكاف قرب مدخل مدينة قفصة

## وصلات خارجية
- (بالإنجليزية) مقال عن قفصة.